# Keresek
Keresek is een bestuurslaag in het regentschap Garut van de provincie West-Java, Indonesië. Keresek telt 6495 inwoners (volkstelling 2010).